# 지속노출치료
지속노출치료(prolonged exposure therapy, PE)는 외상후스트레스장애(PTSD)를 치료하기 위해 고안된 행동치료(behavior therapy)와 인지행동치료(cognitive behavioral therapy, CBT)의 한 형태이다. 주요 치료 절차로는 심상적 노출법(imaginal exposure)과 실제적 노출법(in vivo exposure)이 있다. 심상적 노출법은 트라우마 기억을 의도적으로 끄집어내어 반복적으로 말하는 것이다. 실제적 노출법은 객관적으로는 안전하지만 환자에게는 트라우마나 위험을 느끼게 하는 상황, 장소, 사물을 서서히 직면하는 것이다. 추가적인 절차로는 트라우마 기억 처리(processing of the trauma memory)와 호흡재훈련(breathing retraining)이 있다.

## 개요
지속노출치료는 미국 펜실베니아대학교(University of Pennsylvania) 불안치료및연구센터(Center for the Treatment and Study of Anxiety) 센터장인 에드나 포아(Edna B. Foa)가 개발하였다. 지속노출치료는 이론에 기반하고 있으며 만성적인 PTSD와 관련 우울, 불안, 분노에 매우 효과적이다. 지속노출치료는 노출기반치료(exposure-based therapy) 범주에 속하며 환자의 증상에 긍정적인 영향을 끼치는 과학적 연구들이 치료의 이론적 배경을 지지하고 있다.
노출기반치료는 불안과 스트레스로부터 벗어나기 위한 트라우마나 스트레스를 무해한 수준에서 촉발시키는 요인들을 직면하는 것에 초점을 맞추고 있다. 지속노출치료는 내담자의 욕구에 맞추기 위하여 수정될 수 있는 유연성을 가지고 있다. 특히 내담자가 트라우마적 사건들을 심리적으로 처리하고 트라우마를 유발하는 심리적 혼란들을 줄여주는데 도움되도록설계되었다. 치료를 통해 만성 PTSD 환자의 80% 정도가 유의미한 차도를 보였다.
수년간의 실험과 개발을 통해, 지속노출치료는 다양한 트라우마 피해자들의 요구들을 다룰 수 있는 개입(intervention) 프로그램으로 발전해 왔다. PTSD 증상 완화와 함께, 지속노출치료는 자신감과 숙달감을 주입시키고 다양한 일상 기능(daily functioning)을 향상시키며, 스트레스를 받을 때 용기를 북돋는 능력을 증진하고, 안전한 상황과 그렇지 못한 상황을 구별하는 능력을 증진시킨다.
2001년, PTSD 환자용 지속노출치료는 미국 보건복지부(U.S. Department of Health and Human Services) 산하 약물남용및정신보건청(Substance Abuse and Mental Health Services Administration, SAMHSA)으로부터 모범적인 약물남용방지프로그램상(Exemplary Substance Abuse Prevention Program Award)을 수여했다. 약물남용및정신보건청과 그 산하부서인 약물남용방지센터(Center for Substance Abuse Prevention, CSAP)는 지속노출치료를 미 전역으로 보급되는 모범 프로그램(Model Program)으로 선정했다.

## 구성요소
PTSD는 트라우마를 연상시키는 것들, 즉 트라우마 트리거(trauma trigger, trauma reminder)에 의해 촉발되는  관입기억(혹은 침습기억, 끔찍한 기억, intrusive memory), 속상한 기억(upsetting memory), 악몽, 플래시백(혹은 재발, 재경험, 섬광회상, flashback), 강렬한 정서적 심리적 반응을 통하여 트라우마적 사건(traumatic event)을 재경험하는 것이 특징이다. PTSD 환자 대부분은 관입증상(intrusive symptom)을 막으려고 하며, 트리거가 위험하지 않은 경우에도 트리거를 피하려고 한다. 트라우마적 기억(traumatic memory)과 트리거를 다루기 위해, 노출프로그램의 핵심 구성요소는 다음과 같다.
1. 심상적 노출법(Imaginal exposure) : 트라우마적 기억을 다시 떠올려 보고 이것을 큰 목소리로 말해보며 다시 떠오르는 경험을 처리한다.
2. 실제적 노출법(In vivo exposure) : 고통을 유발하지만 자체로는 위험하지 않는 상황과 대상을 반복해서 직면한다.

치료의 목적은 트라우마 기억 처리를 촉진하고 트리거에 의해 촉발되는 고통과 회피반응(avoidance)을 줄여주는 것이다. 또한, 정서둔마(emotional numbing)와 우울증을 겪는 환자들에게는, 공포나 불안을 유발하진 않으면서도 흥미를 잃어서그만두었던 적이 있는 활동을 즐길 수 있도록 장려한다.
심상적 노출법은 치료 회기동안 항상 실시하며, 치료사에게 트라우마에 대하여 재구성하여 이야기하는 것이다. 실제적노출법에 있어서, 임상가는 내담자와 함께 공포와 회피 위계(fear and avoidance hierarchy)를 수립해보고, 노출을 목록아이템에 과제로 꾸준히 할당한다. 치료사는 회기를 기록하고 기록을 참조하여 틈이 날 때마다 실제적 노출법을 계속 완수할 것을 요구한다.
두 구성요소는 정서 처리(emotional processing)를 가능하게 함으로써 작동하게 되어, 트라우마적 기억들과 회피반응들이 익숙해지고(둔감화, desensitize) 더욱 더 잘 견디게 된다.
무작위 대조군 실험들에서, 지속노출치료애 참여한 PTSD 환자 중 단 10-38%만이 프로그램 완결 전에 치료를 끝낸다고하는데, 보통은 최소 8회기를 마치고 나서 중지한다.

## 연구
최근 미국을 포함한 여러 나라 치료사들이 지속노출을 이용하여 강간, 폭행, 아동학대, 전투, 자동차사고, 재난 등을 겪은트라우마 환자들을 치료하려고 한다. 지속노출치료는 PTSD와 약물남용을 동시에 앓고 있는 환자들에게 약물남용치료와 병행할 때 효과가 있었다. 연구에 의하면, PTSD와 경계선성격장애(borderline personality disorder)를 동시에 가지고 있는 환자에게 지속노출치료를 변증법적 행동치료(dialectical behavioral therapy)와 병행할 때 도움이 된다고 하였다. 일부에선 의도적으로 환자들을 트리거에 노출시켜 환자들의 상태를 악화시킨다는 점에서, 지속노출치료가 약물남용장애(substance abuse disorder, SUD) 환자 치료에 부정적인 영향을 준다고 우려하였지만, 무작위 대조군 실험 연구들에서는 지속노출치료가 약물남용장애 환자에게 부정적인 영향을 주지는 않는다고 밝혀졌다. 지속노출치료의 긍정적인 영향에 주목한 수행연구도 있다. 네덜란드의 경우, 안구운동 민감소실 및 재처리 요법(eye movement desensitization and reprocessing, EMDR)보다 지속노출치료에 환자들이 더 잘 반응한다고 한다. 치료 후 6개월이 지나면, 지속노출치료가 심각한 정신병과 조현병을 완화시킨다는 것이 밝혀졌다. 또한 이스라엘에서는 소규모 그룹의 메타돈(methadone) 복용 여성환자들이 지속노출치료를 받은 이후 증상이 감소했다고 한다. 또한 무작위 대조군 실험에서, PTSD를 앓은 여성 퇴역 군인들에게 지속노출치료는 지지치료(supportive therapy)보다 월등한 효과를 나타낸다는 것으로 밝혀졌다.

## 같이 보기
- 경계선성격장애
- 노출치료
- 변증법적 행동치료(Dialectical behavior therapy)
- 심리치료
- 외상후스트레스장애(PTSD)
- 인지행동치료(Cognitive behavioral therapy)